# Katarina Waters
 (juillet 2021).

Katarina Waters (née le 10 novembre 1980 à Lunebourg), plus connue sous les pseudonymes de Katie Lea, Nikita ou  Winter, est une catcheuse allemande naturalisée anglaise, notamment connue pour son travail à la WWE et à la Total Nonstop Action Wrestling.

## Carrière

### World Wrestling Entertainment (2006-2010)

#### Ohio Valley Wrestling (2006–2008)
Katie Lea a été la première femme à faire un match de l'échelle à la OVW. Ce match était contre Beth Phoenix. Ce match fut gagné par Katie Lea qui devint la nouvelle Championne féminine de la OVW.

#### Débuts à Raw (2008)

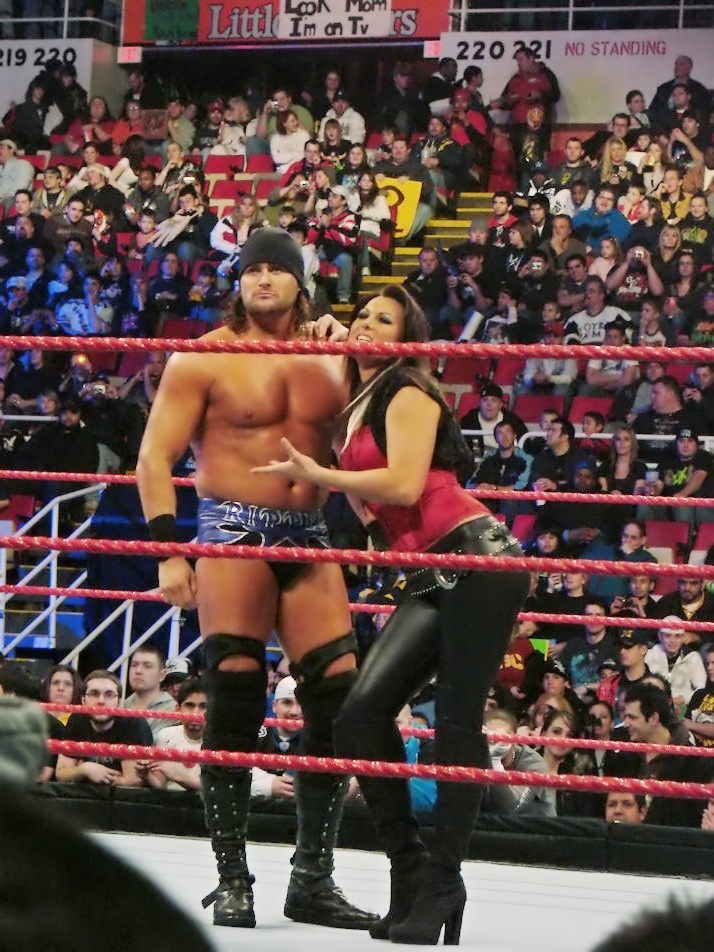
Paul et Katie Lea Burchill.

Elle commença à travailler pour la division Raw, courant juin, en compagnie de son « frère » Paul Burchill (storyline). Ils ont engagé une rivalité contre Mr.Kennedy, et se termine à la suite du draft de Mr.Kennedy à SmackDown.
Le 21 juillet, à Raw, elle fait équipe avec son « frère » Paul dans un Mixed Tag Team match les opposant à Kofi Kingston, le Champion Intercontinental, associé à la Championne féminine, Mickie James. Le match se termine par une victoire de Paul et Katie Lea Burchill. 
Le 4 août, à Raw, sur décision du nouveau général manager Mike Adamle, Katie obtient un match de championnat face à la championne en titre : Mickie James. Le match est relativement court et se solde par une victoire de Mickie James, après que Katie Lea a reçu la prise de finition de Mickie James. À la fin du match, Beth Phoenix intervient et agresse Mickie. 
Katie Lea participe au Concours de costumes d'Halloween des Divas à Cyber Sunday 2008, dans un costume de vampire, mais c'est Mickie James qui le remporte pour la deuxième année consécutive. À la fin, une petite bataille éclate entre les divas, mais les face éjectèrent les heel. 
Le 3 novembre, pour le show exceptionnel dédié au 800e épisode de Raw, un match de divas, par équipe, est organisé. Dans ce 8 divas contre 8, Katie Lea participe dans l'équipe des heel avec Beth Phoenix, Natalya, Maryse, Victoria, Lena Yada, Jillian Hall et Layla. L'équipe de Katie Lea remporte le match lorsque la Glamazon fait le tombé sur Mae Young.

#### ECW (2008–2009)
Le 30 décembre, Katie Lea et son « frère » Paul Burchill sont draftés au show ECW.
Le 6 janvier, Katie Lea fait ses débuts dans le roster gris en battant Alicia Fox.
Les semaines suivantes, Katie Lea ne montera pas sur le ring pour catcher, se contentant seulement d'accompagner Paul Burchill et de le manager.
Le 5 avril, à Wrestlemania XXV, elle participe à la bataille royale de 25 Divas, mais perd ce match, lorsqu'elle se fait éliminer par Beth Phoenix.
Le 17 avril, à Strasbourg, à l'occasion de la tournée européenne de la WWE, Katie participe, avec Maryse et Natalya, à un 6-Divas Tag Team match contre les Bella Twins et Gail Kim. Son équipe perd le match.
Lors du show ECW du 11 août 2009, alors qu'elle accompagne Paul Burchill, elle attaque Yoshi Tatsu, ce qui provoque la victoire de ce dernier par disqualification. Après le match, Paul Burchill attaque Yoshi Tatsu, et Hurricane Helms intervient pour défendre Yoshi.

#### Retour à Raw et renvoie (2010)
Après la fermeture de la ECW, Burchill est drafté à Raw. On a pu l'apercevoir dans un match en équipe avec Maryse et Alicia Fox perdu contre Eve Torres, Kelly Kelly et Gail Kim.
Elle participe à un Red Carpet Battle Royal, mais elle perd.
Elle fait aussi de nombreux Dark Match lors des PPV et des Show.
Elle est congédiée le 22 avril 2010 en compagnie de 6 autres catcheurs et catcheuses.

### Total Nonstop Action Wrestling (2010-2012)

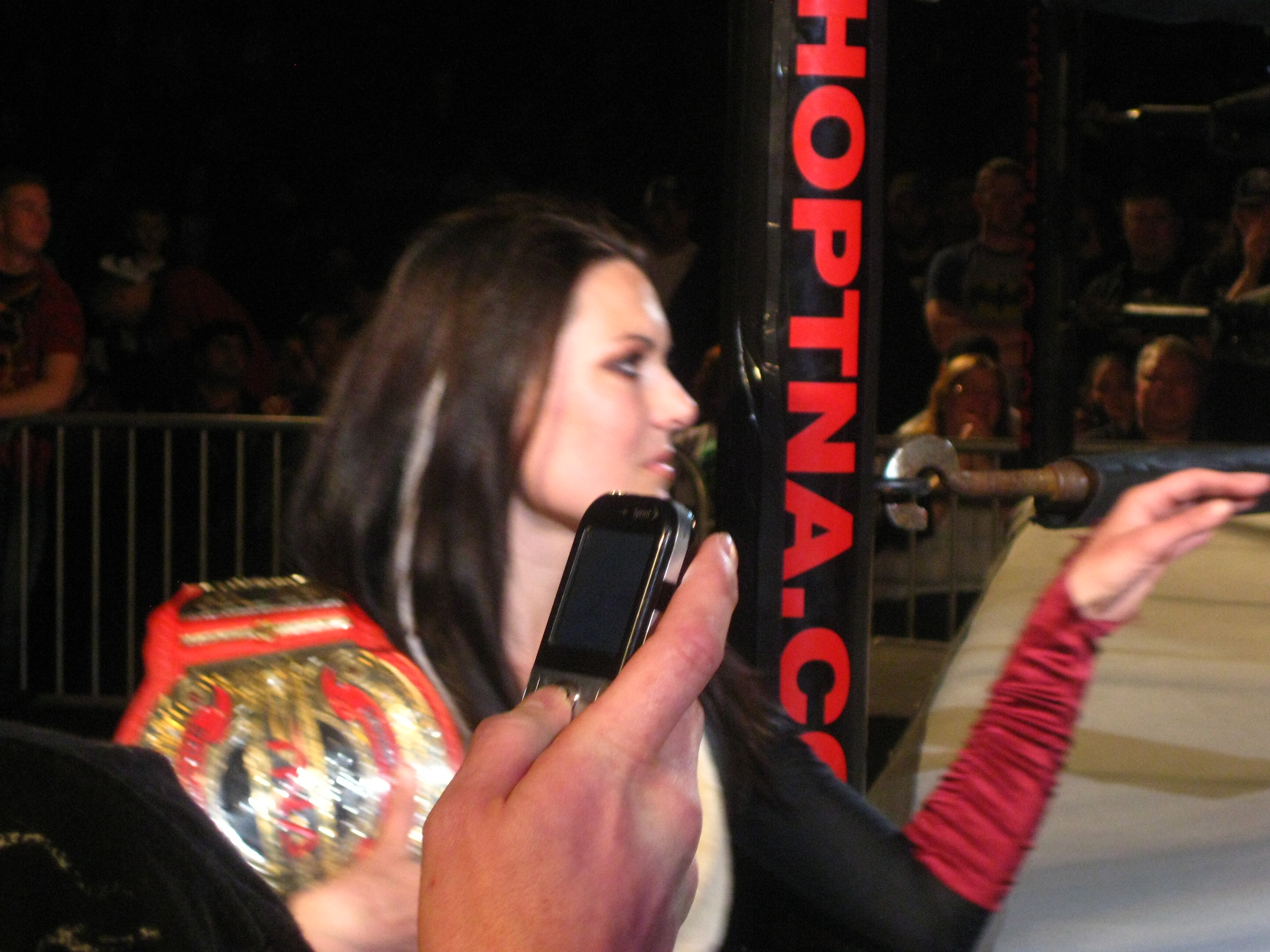
Winter en tant que Championne par équipe des Knockout de la TNA.

Après avoir brièvement catché sur le circuit indépendant sous le pseudonyme de Kat La Noir, Burchill apparait à la Total Nonstop Action Wrestling lors d'un dark match d'essai lors de Impact! du 23 août, avant d'être officiellement embauchée par la fédération le 15 octobre. 
Elle apparait pour la première fois le 21 octobre lors d'une scène en coulisse, apparaissant dans un miroir avant de disparaitre de manière surnaturelle. Elle vient défendre Angelina Love, Mickie James et Velvet Sky qui se faisaient attaquer par Madison Rayne, Tara et Sarita. Elle devient Championne par équipe des Knockout avec Angelina Love en battant Tara et Madison Rayne le 10 décembre 2010. 
À Victory Road 2011, elle et Angelina Love perdent leurs ceintures contre Sarita et Rosita. Lors de Impact, elle bat Velvet Sky avec un étranglement porté sur elle. Winter commence à contrôler Angelina Love en lui donnant des cachets, elle lui dit de faire des choses qu'elle ne ferait pas si elle n'était pas "zombi-fiée". Le 6 mai à Impact, elle participe au Main Event dans un Match en équipe handicap mixte, où avec Jeff Jarrett, Angelina et elles perdent contre Kurt Angle et Velvet Sky. 
À Impact Wrestling du 26 mai, elle perd face à Mickie James. Le 23 juin, lors de l'édition d'Impact Wrestling, elle gagne un match face à Mickie James car Angelina Love a porté sa prise de finition sur Mickie une fois que l'arbitre avait le dos tourné. Lors de Hardcore Justice (2011) le 7 août, elle bat Mickie James et devient la nouvelle Championne Féminine des Knockouts grâce à un poison mist rouge. Le 25 août (diffusé le 1er septembre) à Impact Wrestling, elle perd son titre face à Mickie James. La semaine suivante, elle et Angelina Love gagnent un match par équipe contre Velvet Sky et Mickie James, grâce à un mist rouge sur Mickie James. À No Surrender (2011) le 11 septembre, Winter récupère le titre face à Mickie James de nouveau avec un mist rouge. Elle perd son titre à Bound for Glory (2011) dans un four-way match au profit de Velvet Sky, match qui comprenait aussi Mickie James et Madison Rayne. Le 19 janvier, elle perd contre ODB. Le 16 février, elle perd une bataille royale pour devenir l'aspirante #1 au Championnat des Knockouts. Elle fera ensuite de moins en moins d'apparition à la télévision. Elle perd un Six-Pack challenge le 5 avril pour être aspirante au titre des Knockouts, gagné par Velvet Sky. Ce match s'avèrera son dernier match à Impact Wrestling. Le 17 avril à Xplosion, elle perd contre Tara. Suivant ce match, Winter n'a plus été revue à la télévision.
Le 5 septembre, il est révélé que son contrat avec la TNA a expiré et n'a pas été renouvelé, la forçant à quitter la fédération.

### Retour à Impact Wrestling (2018-2019)
Winter à faire son retour à Impact Wrestling, sous son vrai nom Katarina en accompagnant le catcheur britannique Grado en ringside, devenant sa "petite amie".
Le 5 juillet à Impact, elle bat Rebel. Le 18 août lors de Impact Xplosion, elle bat Scarlett Bordeaux. 
Le 6 septembre à Impact, elle embrasse Joe Hendry après que Grado ai perdu son match, cependant Hendry et Grado resteront amis et s'éloigneront de Katarina. Le 13 septembre à Impact, elle perd contre Alicia Edwards après une distraction de la part de Grado et Joe Hendry. Le 4 octobre à Impact, Katarina accompagne Murder Clown qu'elle avait choisi pour être l'adversaire de Hendry, Hendry perdit son match. Après le match, Katarina porte un low blow sur Grado et Murder Clown fait passer Hendry à travers une table avec un Splash.
Le 7 novembre à Impact, elle perd contre Jordynne Grace.
Le 22 novembre à Impact, elle perd le Eli Drake's Turkey Trot match avec  Eli Drake, Glenn Gilbertti, Rohit Raju et Jake Crist contre KM, Kikutaro, Alisha Edwards, Fallah Bahh et Dezmond Xavier. 
Le 29 novembre à Impact, elle perd contre Jordynne Grace.

## Palmarès
- British Independent Circuit
  - 3 fois British Women's Championship
- Family Wrestling Entertainment
  - 1 fois FWE Women's Championship
- Ohio Valley Wrestling
  - 2 fois OVW Women's Championship[12]

- Queens of Chaos
  - 1 fois Queens of Chaos Champion en mai 2005[13]

- Trans-Atlantic Wrestling
  - 1 fois TWC Women's Champion en 2000

- Total Nonstop Action Wrestling
  - 1 fois TNA Knockout Tag Team Champion (avec Angelina Love)
  - 2 fois TNA Women's Knockout Champion
- World Independent Ladies Division Wrestling
  - 1 fois WILD World Championship
  - WILD Warrior of the World (2011)

- Pro Wrestling Illustrated
  - Top 50 Females

| Année     | 2008   | 2009   | 2010 | 2011   | 2012   |
| Rang      | 26     | 20     | -    | 20     | 18     |
| Référence | [ 14 ] | [ 15 ] | -    | [ 16 ] | [ 17 ] |